# Laskomer (potok)
Laskomer je potok na Horním Pohroní, na území okresu Banská Bystrica. Je to pravostranný přítok Bystrice, měří 4,1 km a je tokem IV. řádu.

## Tok
Pramení v Starohorských vrších, na jihovýchodním svahu Ostrého vrchu (895,8 m n. m.), v nadmořské výšce kolem 570 m n. m. Nejdříve teče jihovýchodním směrem přes Hámorskou dolinu, stáčí se na jih a zprava přibírá přítok (432,2 m n. m.) zpod Lackova grúně (686,6 m n. m.). Poté pokračuje jihovýchodním směrem, obloukem se postupně stáčí více na jihovýchod a vtéká do Zvolenské kotliny. Zde protéká okrajem města Banská Bystrica a severně od centra se v nadmořské výšce kolem 448 m n. m. vlévá do Bystrice.